# عرب الجهالين
تجمع عرب الجهالين، ويدعى أيضا ب «الجبل»، ويقع جنوب شرق مدينة القدس، يحده من الشرق والجنوب أراضي أبو ديس، ومن الغرب أبو ديس والعيزرية، ومن الشمال العيزرية، وقد أقيم هذا التجمع عام 1997 لإسكان فلسطينيين من عرب الجهالين طردوا في حرب 1948 من منطقة بيت جبرين .

## خلفية تاريخية
كانت قبيلة الجهالين تعيش من منطقة تل عراد التي تمتد في مساحة تصل إلى ما يقارب 50 كيلوكترا مربعا إلى الشّمال الشّرقي من بئر السبع، وتبعد 30 كم عن الخليل، و30 كم عن البحر الميت. على الرغم من أن تلك المساحات الواسعة كانت مهجورة وأشبه بالصحراوية، إلا أن عرب الجهالين قد تكيّفوا في هذا الواقع، وكانوا يرعون أغنامهم ويهاجرون مرتين خلال العام حسب فصول السنة، فينتقلون من مكان إلى آخر حسب توافر المياه والغطاء النّباتيّ. طرد سكان المنطقة في نكبة 1948 إلى ما يعرف اليوم باسم الضفة الغربية. وّزعت قبيلة الجهالين في القدس حول أربع مناطق أساسية هي عناتا، ووادي أبو هندي، والخان الأحمر، والجبل، وبعد احتلال إسرائيل للضفة الغربية عام 1967 رفضت سلطات الاحتلال الاعتراف بملكية عرب الجهالين لأراضيهم في تل عراد التي هجروا منها خلال نكبة 1948، كما ترفض الاعتراف بوجودهم الحاليّ فوق الأراضي الممتدة ما بين أريحا والقدس، وتسعى إلى طردهم منها مجددا. إضافة إلى ذلك، فإن القيود المفروضة على حركتهم قد أثرت بشكل سلبي كبير على نمط حياتهم الرعويّ مما أجبر الكثيرين على التخلي عن قطعانهم والانتقال للعمل كعمال غير مؤهلين.
أدى بناء مستوطنة «معاليه أدوميم» عام 1975، وهي واحدة من أكبر مستوطنات الضفة الغربية، إلى مصادرة أراضٍ واسعة من عرب الجهالين، وفي حين يواصل أبناء الجهالين رعي قطعانهم في المناطق التي يمكنهم الوصول إليها، ويعيدون بناءها بعد كلّ مرة تهدمها قوات الاحتلال، وقد قاموا بإنشاء مؤسسات وجمعيات تساعدهم في مواجهة هذه الظروف الصّعبة والحفاظ على العلاقات الأسرية الوثيقة بينهم.
أدت اتفاقية أوسلو 2 (1995) إلى تقسم منطقة عرب الجهالين بين المنطقتين «ب» و«ج»، وفي حين وقعت المساكن في منطقة «الجبل» على أراضي أبوديس، التي تشكل 3.3% من المساحة في المنطقة «ب» التي تقع تحت إدارة السلطة الفلسطينية، فإن معظم المساحات الرعوية والزراعية والتطويرية تقع في المنطقة «ج» الخاضعة للإدارة الإسرائيلية. وفي عام 1997 هجّر سكان المناطق المحيطة بمستوطنة معاليه أدوميم إلى تجمّع الجبل الذي صار اليوم التجمع الأكبر لعرب الجهالين.

## السكان والبنية التحتية
يعد تجمع الجبل أول قرية دائمة لعرب الجهالين. وله مجلس محلي، وفيه مدرسة وعيادة طبية ومركز لرعاية الأمومة والطفولة، ومسجد، ويبلغ تعداد السكان فيه الـ4000 نسمة، ويتألف من عائلات أبوغالية، والهرش، والسبايلة، والفراحات، والمزارعة، والعويضات، والحجوج، وغيرها. ويعمل معظم السكان في سوق العمل الإسرائيلي

## في مواجهة الاستيطان والطرد
تعيش هذه المجموعات السكنية بظروف صعبة: فبرغم أنها تعيش في هذه المنطقة منذ عشرات السنوات، إلا إنّ الإدارة المدنية ترفض تجهيز مخططات هيكلية لها، وهي بذلك تمنع إمكانية البناء القانونيّ. وتصدر الإدارة المدنية أوامرَ هدم للمباني في التجمعات السكنية البدوية، وفي بعض التجمعات السكنية صدرت أوامر هدم لكلّ المباني. ويحاول السكان عيش حياتهم التقليدية وفق النهج الذي يعرفونه، والذي يعتمد على رعاية المواشي، إلا أنّ قدرتهم على الوصول إلى أراضي الرعي والأسواق محدودة. وهم يعانون نقصًا جسيمًا في الخدمات الصحية والتربية والرفاه وغياب البنى التحتية المادية، مثل الكهرباء والمجاري والطرقات، حيث أنّ نصف التجمعات السكنية فقط مرتبطة بشبكة المياه.
كما أن وجود القرية على مقربة مكب نفايات ترك آثاراً مدمرة: مشاكل صحية كبيرة بدءاً من انتشار السّامات الغازية والحرائق، وصولاً إلى تفشي الأمراض بين الحيوانات، والبشر، والتي أثرت على صحة الشّباب وكبار السّن والمرضى في القرية. بالإضافة إلى ترسيم الخرائط بواسطة الإسرائيليين والتي تحد من حركة عرب الجهالين ومواطن ممارساتهم المعيشية المختلفة.
ثمة مخططان يشكلان خطرًا على البدو في المنطقة، وكلاهما يسعيان لتدعيم وتقوية المنطقة الاستيطانية في منطقة معاليه أدوميم ووصلها بالقدس. المخطط الأول هو مخطط E1، الذي يمتدّ على قرابة 12,000 دونم من منطقة نفوذ معاليه أدوميم، والذي تقع في ضمنه وعلى هامشه 11 مجموعة سكنية من المجموعات البدوية؛ أمّا المخطط الثاني فهو سعي إسرائيل لإقامة جدار الفصل وفق مسار يُبقي معاليه أدوميم والمستوطنات المحيطة بها كمُسوّرة من 64,000 دونم مرتبطة بإسرائيل، ممّا سيفصلها عن مناطق الضفة الغربية المجاورة لها. وتسكن 18 مجموعة سكنية بدوية في المنطقة المخططة لإقامة هذه المُسوّرة المستقبلية.
في عام 2005 جهّزت الإدارة المدنية الإسرائيلية مخطط إخلاء لقرابة 200 عائلة أخرى من عشيرة الجهالين إلى «الموقع البديل» المجاور لمزبلة أبو ديس، الواقعة في الجانب «الفلسطيني» من جدار الفصل. وقد خُطط لهذه المنازل الجديدة أن تُبنى على بعد 150 مترًا فقط من المزبلة. وقد صدّقت مؤسسات التخطيط التابعة للإدارة المدنية على هذا المخطط، إلا أنه لم يدخل حيّز التنفيذ. في أيار 2012 التمست منظمة بمكوم وعدد من السكان المهددين بالإخلاء المحكمة العليا ضدّ الإدارة المدنية، بواسطة المحامي شلومو ليكر. وطلب الملتمسون من الإدارة المدنية إبطال الإخلاء وإشراكهم في جميع المخططات التي تُدار حولهم والامتناع عن إخلائهم إلى حين البتّ في الالتماس. وفي المقابل ادّعت الدولة أنّ مخططاتها لإخلاء أبناء القبيلة إلى موقع بديل هي جزء من السياسة العامة للإدارة المدنية بما يخصّ البدو في الضفة وهي مُعدّة «لتوفير حلّ دائم يستوي مع مبادئ حُكم القانون ويوفر مستوى حياة لائقًا لسائر أبناء القبيلة».
أمّا بخصوص نقل أبناء الجهالين إلى موقع مُحاذٍ للمزبلة، فقالت الدولة إنّ الإدارة المدنية بادرت مطلع عام 2012 لإجراء استطلاع مخاطر، لن تقرّر إلا في نهايته ما إذا كانت ستصدق نهائيًا هذا المخطط أم لا. وإلى حين ذلك، لن تتمّ أيّ خطوة على الأرض، وفي حال تقرّر دفع المخطط قدمًا فإنه سيُودَع ثانية من أجل تقديم الاعتراضات وسيكون بوسع الملتمسين تقديم اعتراضاتهم عليه. في أعقاب هذا البيان، شُطب الالتماس بموافقة الطرفيْن، من خلال التشديد على أنّ «السلطات في المنطقة تحتفظ لنفسها بحق مواصلة العمل على التخطيط لصالح الفلسطينيين عمومًا، والوسط البدوي خصوصًا في كل منطقة يهودا والسامرة». وحتى أيار 2014 لم تنشر الإدارة المدنية قرارها بخصوص مخطط الإخلاء لمنطقة المزبلة، وفي ظلّ التطورات التالية يبدو أنّ مخطط الإخلاء هناك قد أُهمِل.

### الخان الأحمر
هنالك اثنا عشر تجمّعًا فلسطينيًّا يعيش سكّانها مهدّدين بالترحيل، تقطن في منطقة الخان الأحمر، إلى الشرق من مدينة القدس، ويبلغ عددهم نحو 1400 نسمة. تنتشر هذه التجمّعات على جانبي شارع القدس - أريحا، إلى الشرق من سهل أدوميم، وكذلك على جانبي شارع 437، الذي يربط بين الشارع الرئيسي وقرية حزما.